# 新島恆男
新島恆男（にいじま つねお）是一位日本業餘天文學家。

## 科學生涯
他是一位多產的小行星發現者。小行星中心認為他在1986年至1996年間發現或共同發現了32顆編號小行星。
他也於1986年與浦田武共同發現了木星族週期彗星浦田-新島彗星。
主帶小行星5507是由浦田武和鈴木憲藏發現的，並以他的名字命名。